# تجمع بدو امشاحيط (الوضيع)

تعديل مصدري - تعديل

تجمع بدو امشاحيط هو "تجمع بدوي" في عزلة  الوضيع بمديرية الوضيع التابعة لمحافظة أبين، بلغ تعداد سكانها 31 نسمة حسب تعداد اليمن لعام 2004.